# 張忠仁 (教育家)
張忠仁（1898年2月25日—1971年11月17日），字乃迅，廣東省中山縣人，出生於天津，致力於中華民國童軍運動及童軍學術化的發展，被譽為「中國童子軍學術之師」，曾擔任中國國民黨童子軍的司令，及二次世界大戰後臺灣省立臺南師範學校（現在的國立臺南大學）的第一屆校長。

## 生平
張忠仁是中華民國童軍早期的領導者之一，曾就讀天津新學書院，畢業後在天津大使館任職，並在1915年時在天津新學書院創辦童子軍團，過程中常與在漢口的嚴家麟通訊聯繫。
1928年擔任中國國民黨童子軍的司令，並統一中國各地的中國童子軍徽，並於1934年提議在南京成立中國童子軍總會。二戰後，在1946年到台灣接收臺灣省立臺南師範學校（現在的國立臺南大學），並擔任戰後的第一屆校長，並成立台南師範學校附設台南童子軍實驗團，擔任團長，由胡立人、張效良擔任副團長，也繼續在台灣推動童軍活動。1953年在台北舉辦的「臺北市童子軍幹部訓練營」就由張忠仁擔任團長，1954年參與參加菲律賓第1次全國大露營代表團，擔任顧問職務。
張忠仁後來主張將童軍改名為「健士」，取其「力求健全之士」之意，並在1958年創辦「健士生活」半月刊。1971年逝世，隔年由總統蔣中正、行政院長蔣經國明令褒揚。
張忠仁譯述包括童軍團實務、童軍學術講座、童軍運勳等多種童軍文獻，有些著作是由張忠仁過世後成立的「紀念張忠仁先生工作委員會」編訂。

## 著作
1. 《童子軍學術講座》 臺灣中華書局
2. 《童子軍學術論叢》臺灣中華書局
3. 《童子軍文獻》臺灣中華書局
4. 《童子軍運動》臺灣中華書局
5. 《童子軍學術講座:二編》 臺灣中華書局
6. 《童子軍團務》 臺灣中華書局

## 譯作
1. 《童子軍小隊長顧問》臺灣中華書局（和梁曉克同譯）
2. 《美國探察童子軍:野外生活須知》臺灣中華書局

## 外部連結
- 張效良 張忠仁先生對中國童子軍運動的十大奉獻[]